# Kvinde på krigsstien
Kvinde på krigsstien er en islandsk film instrueret af Benedikt Erlingsson fra 2018.

## Medvirkende
- Halldóra Geirharðsdóttir som Halla
- Jóhann Sigurðarson som Sveinbjörn
- Jörundur Ragnarsson som Baldvin
- Margaryta Hilska som Nika
- Juan Camillo Roman Estrada som Turisten